# 费利克斯·布鲁门费尔德

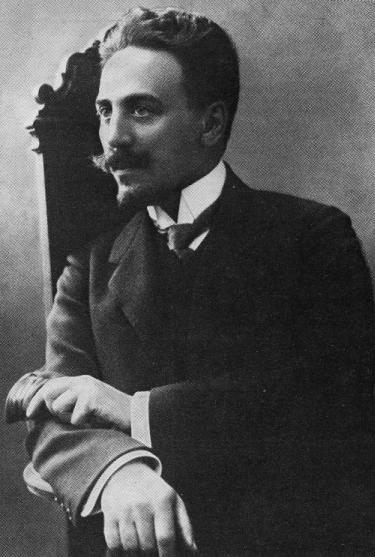
费利克斯·布鲁门费尔德

费利克斯·米哈伊诺维奇·布鲁门费尔德（俄语：Фе́ликс Миха́йлович Блуменфе́льд，1863年4月19日—1931年1月21日），又译布卢曼菲尔德，是俄罗斯钢琴家、作曲家、指挥家。
布鲁门菲尔德师从里姆斯基-科萨科夫， 学于彼得堡音乐学院，1885年-1918年在该院授课。1898年-1912年任彼得堡皇家歌剧院指挥。 作品有交响曲一部；弦乐四重奏一首，大量钢琴曲，包括前奏曲24首。

## 外部連結
- 费利克斯·布鲁门费尔德的免费乐谱，由国际乐谱典藏计划提供